# خشخاش تریاک
خشخاش یا به فارسی دری کوکنار (نام علمی: Papaver somniferum) معمولاً به عنوان خشخاش تریاک یا خشخاش دانه نان شناخته می‌شود، نام یک گونه‌ای از گیاه است که هم تریاک و هم دانه خشخاش از آن مشتق می‌شود و هم از گیاهان زینتی ارزشمند است که در باغ‌ها می‌روید. محدوده بومی آن احتمالاً شرق مدیترانه بوده، و در خیلی نقاط به صورت خودرُو (وحشی، رام نشده) می‌روییده اما اکنون با معرفی و کشت باستانی پوشیده شده است و در بسیاری از نقاط اروپا و آسیا، رام (طبیعی) شده است. این خشخاش به عنوان یک محصول کشاورزی در مقیاس وسیع و برای یکی از سه هدف اصلی کشت می‌شود. اولین مورد تولید دانه‌هایی است که توسط انسان خورده می‌شود که معمولاً به عنوان دانه خشخاش شناخته می‌شود. دوم تولید تریاک برای استفاده عمدتاً در صنعت داروسازی است. سومین مورد، تولید سایر آلکالوئیدها، عمدتاً thebaine و oripavine است که توسط صنعت داروسازی به داروهایی مانند هیدروکودون و اکسی کدون پردازش می‌شوند. هر یک از این اهداف دارای نژادهای خاصی هستند که هدف آنها یکی از این مشاغل است و تلاش‌های اصلاحی (از جمله بیوتکنولوژی) به‌طور مداوم در حال انجام است.
گیاه خشخاش از تیر تا مرداد گل می‌دهد. بخش‌های مختلف خشخاش به ویژه شیرهٔ خشک‌شدهٔ کاس‌برگ آن که به تریاک معروف است خاصیت آرام‌بخش، ضد درد و ضد اسهال دارد.
از این گونه آلکالوئیدهایی استخراج می‌شود که مصارف دارویی و صنعتی بسیاری دارد از جمله مورفین، تبایین، کدیین، نارسیین و چند آلکالویید مهم دیگر.
همچنین این گونه واریته و کولتیوارهای زیاد و گوناگونی نیز دارد.
پس از رسیدن میوه که به صورت کپسول است با خراشیدن آن شیرآبه سفیدرنگی به دست می‌آید که با خشک کردن آن (آب آن گرفته شود) ماده‌ای قهوه‌ای رنگ به نام تریاک حاصل می‌شود.
این گیاه خواص دارویی نیز دارد و در داروهای آرامبخش نقش بخصوصی دارد.

## تاریخچه
استفاده از روغن خشخاش به دوران کهن بازمی‌گردد. گیاه خشخاش در حدود ۳۴۰۰ سال پیش از میلاد در بین‌النهرین کشت می‌شده است. تصاویر روغن خشخاش در آثار باقی‌مانده از سومریان یافت شده‌اند. سومریان خشخاش را گیاه شادی (Hul Gil) می‌نامیدند. ساخت و استفاده از اپیوم در دوران مینوسی‌ها شناسائی شده است. یونانی‌های باستان آن را اپیوم نامیدند.

## روغن خشخاش
موارد مصرف: عمدتاً مصرف خوراکی دارد و دارای مزه‌ای تلخ که بر گرفته از طبیعت سرد و خشک آن است. در داروسازی نیز طیف مصرفی وسیعی دارد و به صورت استعمال بر اندام‌های خارجی و داخلی نیز کاربرد دارد.

## پزشکی

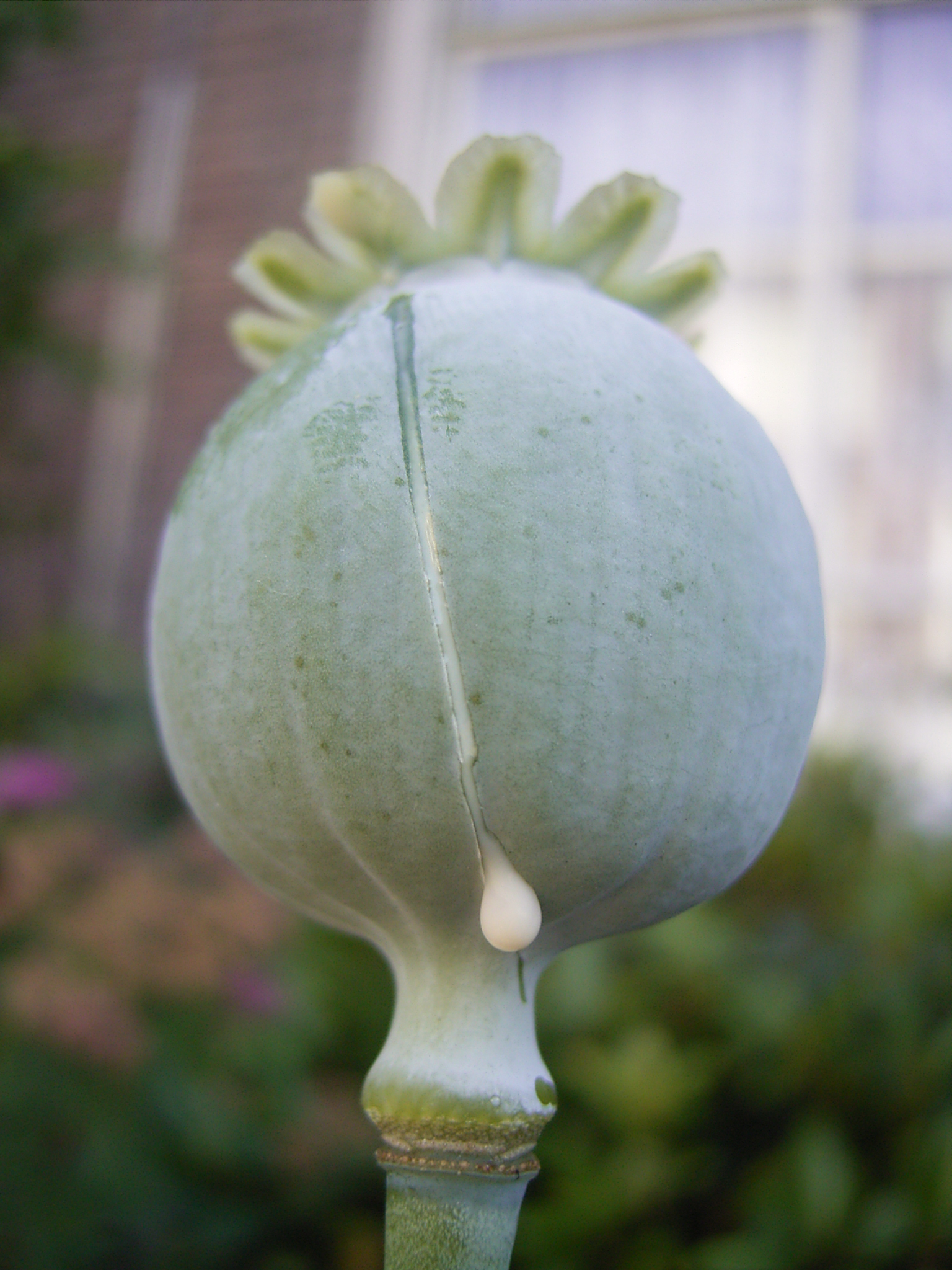
استفاده دارویی - روغن خشخاش (کاربرد در پزشکی)

استرالیا، افغانستان، ترکیه و هندوستان تولیدکنندگان عمده خشخاش برای اهداف پزشکی و داروهای ساخته شده بر اساس خشخاش می‌باشند،
از قبیل مرفین و کدئین.
ایالات متحده آمریکا سیاست ذخیره‌سازی ۸۰٪ از مواد خام نارکوتیک خود از تولیدکنندگان تجاری اش، هندوستان و ترکیه را در پیش روی دارد.

## عوارض احتمالی
در صورت مداومت استعمال بر ناحیه پشت گردن باعث کند شدن فعالیت عصبی و کاهش حافظه می‌شود.